# Rosemary de Salm-Salm
Rosemary de Salm-Salm (13 de abril de 1904 - 3 de maio de 2001) era membro da Casa principesca de Salm-Salm. Através de seu casamento com o arquiduque Huberto Salvator da Áustria, Rosemary era membro da linha toscana da Casa de Habsburgo-Lorena, arquiduquesa da Áustria e princesa da Hungria, Boêmia, e Toscana.  

## Família
Rosemary era a filha de Emanuel Alfredo, Príncipe Hereditário de Salm-Salm e sua esposa arquiduquesa Maria Cristina da Áustria. Através de sua mãe, Rosemary era uma neta do arquiduque Frederico, Duque de Teschen e sua esposa Isabel de Croÿ.

## Casamento e filhos
Rosemary casou com o arquiduque Huberto Salvator da Áustria, terceiro filho do arquiduque Francisco Salvador da Áustria e sua esposa Maria Valéria da Áustria, em 25 de novembro de 1926 civilmente em Anholt e religiosamente em 26 de novembro de 1926. Rosemary e Hubert Salvator teve treze filhos juntos:
- Frederico Salvator da Áustria (27 de novembro 1927 - 26 de março de 1999)
- Inês Cristina da Áustria (14 de dezembro 1928 - 31 de agosto de 2007)
- Maria Margarida da Áustria (29 de janeiro de 1930)
- Maria Luísa da Áustria (31 de janeiro 1931 - 17 de abril de 1999)
- Maria Adelaide da Áustria (28 de julho de 1933)
- Isabel Matilde da Áustria (18 de março 1935 - 9 de outubro de 1998)
- André Salvator da Áustria (28 de abril de 1936)
- Josefa Edviges da Áustria (2 de setembro de 1937)
- Valéria Isabel da Áustria (23 de maio de 1941)
- Maria Alberta da Áustria (1 de junho de 1944)
- Marcos Emanuel Salvator da Áustria (2 de abril de 1946)
- João Maximiliano da Áustria (18 de setembro de 1947)
- Miguel Salvator da Áustria (2 de maio de 1949)

## Títulos tradicionais
- 13 de abril de 1904 - 25 de novembro de 1926: Sua Alteza Sereníssima, a Princesa Rosemary de Salm-Salm
- 25 de novembro de 1926 - 23 de maio de 2001: Sua Alteza Imperial e Real, a Arquiduquesa Rosemary da Áustria, Princesa da Hungria, Boêmia e Toscana, Princesa de Salm-Salm[3]